# 代維爾 (康乃狄克州)
代維爾（英語：Dayville）是位於美國康乃狄克州溫德姆縣的一個歷史區。該地的面積和人口皆未知。

## 地理
代維爾的座標為41°50′45″N 71°53′08″W / 41.84583°N 71.88556°W，而該地的平均海拔高度為76米（即249英尺）。